# De l'or au bout de la piste
Pour plus de détails, voir Fiche technique et Distribution.
De l'or au bout de la piste / La Fille en Or (Goldengirl) est un film américain réalisé par Joseph Sargent, sorti en 1979.

## Synopsis
Un scientifique et médecin néonazi nommé Serafin a développé un moyen de créer un être humain physiquement supérieur. Il le teste sur sa fille adoptive, Goldine.
Depuis l'enfance, le père de Goldine lui a injecté des vitamines et des hormones. Maintenant qu'elle a grandi, il est temps de lui faire faire un essai. Serafin déclare que sa Goldengirl participera et gagnera trois courses aux Jeux olympiques d'été de 1980 à Moscou.
Pour subventionner son travail, Serafin vend des parts de l'avenir de sa fille à un syndicat d'hommes d'affaires, qui envoient l'expert Jack Dryden pour surveiller leurs intérêts. Le développement personnel et émotionnel de Goldine, quant à lui, est laissé entre les mains d'une psychologue, le Dr Sammy Lee.
Goldine participe aux Jeux de Moscou, avec des résultats inattendus.

## Fiche technique
- Titre français : De l'or au bout de la piste
- Titre original : Goldengirl
- Réalisation : Joseph Sargent
- Scénario : John Kohn, d'après le roman de Peter Lovesey
- Musique : Bill Conti
- Photographie : Stevan Larner
- Montage : Harry Keramidas
- Production : Elliott Kastner & Danny O'Donovan
- Société de production : Backstage Productions
- Société de distribution : AVCO Embassy Pictures
- Pays :  États-Unis
- Langue : Anglais
- Format : Couleur - Dolby - 35 mm - 1.66:1
- Genre : Drame et science-fiction
- Durée : 104 min

## Distribution
- James Coburn (VF : Edmond Bernard) : Jack Dryden
- Susan Anton (en) (VF : Marion Loran) : Goldine Serafin dit Goldengirl
- Curd Jürgens (VF : Lui-même) : Dr. William Serafin
- Leslie Caron (VF : Elle-même) : Dr. Sammy Lee
- Robert Culp (VF : Pierre Hatet) : Steve Esselton
- James A. Watson Jr. (VF : Sady Rebbot) : Winters
- Harry Guardino (VF : Jacques Deschamps) : Gino Valenti
- Ward Costello (VF : Jean-François Laley) : Michael Cobb
- Michael Lerner (VF : Roger Lumont) : Oliver Sternberg
- Nicolas Coster (VF : Bernard Murat) : Dr. Dalton
- Tony Brande (VF : Michel Bardinet) : Vince
- Jenny Sullivan : Dr Walsh
- Andrea Brown (VF : Martine Messager) : l'équipière de Goldine

## Accueil

### Box-office
Le film a fait un flop au box-office, récoltant en Amérique du nord une recette totale de 3 millions de dollars, pour un budget de production de 7 millions,.